# Ronald Langón
Ronald Arturo Langón (født 6. august 1939, død 31. august 2021) var en uruguayansk fodboldspiller (midtbane).
Langón spillede 11 kampe for det uruguayanske landshold. Han var en del af landets trup til VM 1962 i Chile, og spillede én af landets kampe i turneringen. På klubplan spillede han blandt andet for Montevideo-storklubberne Nacional og Defensor Sporting.